# 신라도
신라도(新羅道, Silla-Do)는 남북국 시대때 신라와 발해가 서로 오가던 대외교통로이다. 

## 역사
신당서(新唐書)』 발해전에는 국도인 상경을 중심으로 하여 각 방면에 이르는 교통로를 설명하고 있다. 그 중에 남경남해부(南京南海府)는 신라로 가는 길이라고 기록되어 있다.
발해와 신라는 이하(泥河 : 현재의 용흥강)를 경계로 인접하여 있었고, 또 『삼국사기』에 인용된 가탐(賈耽)의 『고금군국지(古今郡國志)』에 의하면 책성부(柵城府 : 즉 동경용원부)와 신라의 천장군(泉井郡 : 현재
의 德源) 사이는 39역(驛)이 있다고 하였는데 이 사이에 남경남해부가 있었다. 따라서, 신라도는 상경에서 동경을 거쳐 남경에 이른 다음 신라로 들어가는 경로를 지칭하였다.
신라도는 육상교통로와 해상교통로(동해, 서해)로 나뉜다. 대표적인 육상교통로는 신라도로 알려진 곳으로 신라와 발해 사이에 설치된 상설교통로이다.
이 육상교통로인 신라도에는 39개의 역사 내지 역관이 있었다. 이는 당나라 지리학자였던 가탐의 《고금군국지》기록을 통해 알 수 있다.
고금군국지기록에는 '발해국의 남해, 압록, 부여, 책성 등 4개 부는 고구려의 옛지역이다. 신라 정천군으로부터 책성까지 이르는 사이에 39개 역이 있다.'라고 적혀 있다.
해상교통로에서 동해는 남경 남해부 청진항을 통해 한반도의 동해안을 따라 남하하여 서라벌에 이르는 길이다.
해상교통로에서 서해는 상경에서 서경 압록부의 압록강 하구를 통해 서해 바닷길로 남하하여 화성의 담흥포까지 해로를 통해 가고 육로로 동남으로 350km 정도 가서 수도인 서라벌에 도착하는 길이다.
발해와 신라간의 상설교통로의 존재는 양국의 빈번한 접촉을 의미한다.
신라도를 통하여 발해와 신라가 접촉하였던 구체적인 사실은 『삼국사기』에 보이는 두 번에 걸친 신라의 사신파견 기록, 『거란국지(契丹國志)』에 보이는 발해가 신라와 결원(結援)하려 하였다는 기록, 일본기록에 보이는 당나라 사신 한조채(韓朝彩)가 발해에서 직접 신라로 갔다는 기록 등에서 찾아볼 수 있다.
정치적으로는 대립관계에 있었지만 경제적으로 민간 접촉은 많이 일어났다.
그러나 이 교통로는 발해와 신라만을 잇는 구실만 한 것이 아니고 때로는 발해 사신이 일본으로 가는 경로로도 사용하였다.
즉, 『속일본기(續日本紀)』에 의하면 777년 1월에 발해 사신이 남해부의 토호포(吐號蒲)를 출발하여 일본으로 향하였다고 한다.